# Lewis Armistead
Lewis Addison Armistead (ur. 18 lutego 1817 w New Bern, zm. 5 lipca 1863 pod Gettysburgiem) – amerykański wojskowy, generał Armii Północnej Wirginii z Armii Skonfederowanych Stanów Ameryki. Walczył w II wojnie z Seminolami (1835–1842), wojnie amerykańsko-meksykańskiej (1846–1848) i wojnie secesyjnej (1861–1865). Zmarł w szpitalu wojsk Unii jako jeniec, dwa dni po tzw. szarży Picketta w bitwie pod Gettysburgiem.

## Życiorys

### Młodość
Urodził się 18 lutego 1817 roku w New Bern (Karolina Północna). Był drugim z dziewięciorga dzieci brevet generała Walkera Keitha Armisteada i jego żony Elizabeth Mary z domu Stanly. Rodzina Armisteadów przybyła z Yorkshire i osiedliła się w Wirginii w latach 30. XVII wieku . Jego ojciec, absolwent United States Military Academy w West Point, brał udział w wojnie brytyjsko-amerykańskiej (1812–1815) jako główny saper armii, a wuj George dowodził obroną Fortu McHenry, która zainspirowała Francisa Scotta Key’a do napisania The Star Spangled Banner, późniejszego hymnu Stanów Zjednoczonych.
Wychowywał się na farmie koło Upperville w Wirginii i od małego uważał siebie za Wirgińczyka . 21 marca 1833 roku otrzymał nominację do West Point i zgłosił się do tej uczelni w czerwcu tego samego roku. Nauki jednak nie ukończył ze względu na słabe wyniki i problemy dyscyplinarne. Te drugie wynikały z incydentu, w którym rozbił talerz na głowie Jubala A. Early’ego. Uczelnię opuścił w 1836 roku  .

### Kariera wojskowa w US Army
Pomimo nieukończenia West Point, jego ojciec i wuj ze strony matki, kongresmen Edward Stanly postarali się, aby uzyskał patent oficerski w stopniu podporucznika United States Army 10 lipca 1839 roku  . Służbę rozpoczął w 6. Pułku Piechoty . Przez trzy lata służył na Florydzie podczas II wojny z Seminolami. W 1842 roku został przeniesiony na placówkę Jefferson Barracks w Missouri. 30 marca 1844 roku został awansowany na porucznika. W tym samym roku ożenił się z Cecelią Lee Love, kuzynką Roberta E. Lee.
Walczył w wojnie amerykańsko-meksykańskiej z 6. Pułkiem Piechoty. W jej trakcie został ranny w bitwie pod Chapultepec (1847) oraz otrzymał dwa awanse brevet — wpierw na kapitana, a później, w uznaniu za męstwo, na majora.
W 1850 roku zmarła mu córka. W tym samym roku podczas wizyty w Mobile w Alabamie umarła jego żona, zaś dwa lata później spłonął rodzinny dom w Wirginii. W marcu 1853 roku ożenił się ponownie, z Cornelią Taliaferro Jamison, która towarzyszyła mu w dalszej służbie na zachodzie kraju. Para miała syna, który jednak zmarł w 1854 roku. Rok później w Forcie Riley w Kansas w trakcie epidemii cholery zmarła Cornelia.
Podczas służby w wojsku otrzymał przydomek „Lo” (skrócona wersja włoskiego imienia Lothario przypisywanego uwodzicielom), ponieważ lubił romansować z kobietami i lubił ich towarzystwo.

### Wojna secesyjna
Kiedy służył w placówce San Diego Barracks, na południu Kalifornii, Karolina Południowa ogłosiła secesję z Unii. Swoją przyszłość w armii uzależnił od tego, jaka będzie decyzja Wirginii. Kiedy i ten stan odłączył się z Unii, 25 maja zadecydował o rezygnacji ze służby w US Army i wyjeździe na wschód Stanów Zjednoczonych . Wydarzenia te wpłynęły na jego przyjaźń z Winfieldem S. Hancockiem, wówczas kapitanem, który opowiedział się po stronie Unii . Na wspólnym przyjęciu przed odjazdem doszło do emocjonalnego pożegnania obu wojskowych, podczas którego Armistead podsumował swoją decyzję słowami: „Żegnaj Hancocku, nawet nie wiesz ile mnie kosztowała ta decyzja” .
15 września stawił się w Richmondzie . Tego samego dnia został majorem Armii Skonfederowanych Stanów Ameryki, a dwa tygodnie później został awansowany do stopnia pułkownika i objął dowództwo 57. Pułku Piechoty Wirginii. Przez następne siedem miesięcy jego jednostka ochraniała Richmond i okolice Suffolk w Wirginii. 1 kwietnia 1862 roku został awansowany na stopień generała brygady .
Pierwszą bitwą Armisteada i dowodzonej przez niego brygady w wojnie secesyjnej było starcie pod Seven Pines podczas kampanii półwyspowej. Dowodzona przez niego jednostka nie radziła sobie podczas walki, ale sam Armistead został pozytywnie oceniony przez swojego przełożonego generała majora Daniela H. Hilla  . Następnie dowodził swoją brygadą w bitwie pod Malvern Hill w trakcie bitew siedmiodniowych. Pozbawiony wsparcia artyleryjskiego przeprowadził nieudany frontalny atak pod ciężkim ostrzałem na pozycje wojsk Unii i został zmuszony do wycofania się. W wyniku natarcia Armistead stracił 350–400 żołnierzy  . Według relacji żołnierzy większość bitwy miał spędzić schowany za topolami, pijąc alkohol  .
Podczas II bitwy nad Bull Run jego brygada pozostawała w odwodzie i nie brała udziału w walkach. W trakcie kampanii w Marylandzie generał Lee powierzył mu sprawy związane z maruderami i dezerterami w armii. Do służby liniowej powrócił w bitwie nad Antietam i walczył w ramach dywizji generała Lafayette’a McLawsa. W trakcie walk został ranny i odsunięty czasowo od dowodzenia.

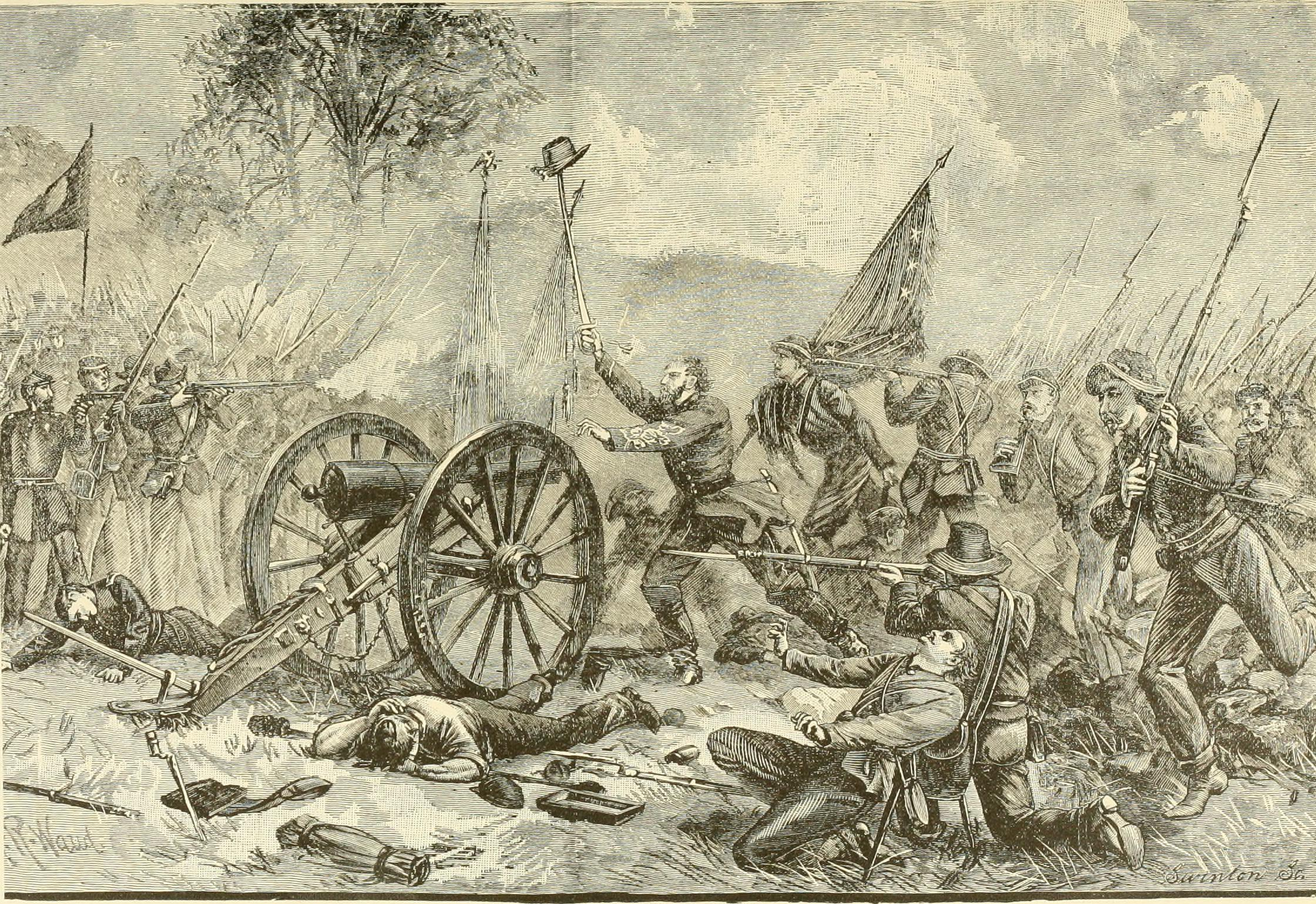
Rycina General Pickett's Famous Charge at Gettysburg autorstwa Alfreda Swintona, według Alfreda R. Wauda z książki Life of Abraham Lincoln (1986), s. 170; na środku Armistead z kapeluszem na szabli

Na jesień 1862 roku generał Lee dokonał reorganizacji Armii Północnej Wirginii i brygada Armisteada została włączona do dywizji dowodzonej przez generała majora George’a E. Picketta . Wraz z tą dywizją Armistead wziął udział w bitwie pod Gettysburgiem, a dokładniej w jej trzecim dniu . Generał Lee postanowił wówczas przeprowadzić uderzenie (nazwane później szarżą Picketta) w środek sił Unii na Wzgórzu Cmentarnym (Cemetery Hill), dowodzonych przez Hancocka. Pomimo dużych strat poniesionych w drodze na pozycje sił federalnych, żołnierzom Armisteada udało się osiągnąć wyznaczony cel i dotrzeć do umocnień. Zostali jednak odparci przez kontratak. Część z nich dostała się do niewoli, a część wycofała się . Amerykańscy historycy określili to osiągnięcie mianem the High Water Mark of the Confederacy . Sam Armistead prowadził swoich żołnierzy na czele linii z kapeluszem zatkniętym na uniesionej szabli. Po dotarciu do linii wojsk Unii został postrzelony. Kiedy dotarli do niego żołnierze federalni, poprosił o spotkanie z Hancockiem. Wówczas dowiedział się, że jego przyjaciel został również raniony, poprosił jedynie, aby przekazać Hancockowi przeprosiny za wyrządzone krzywdy .
Zmarł 5 lipca w szpitalu polowym wojsk Unii .

## W kulturze
W filmie Gettysburg (1993), opartym na powieści Michaela Shaary Gettysburg (oryg. The Killer Angels), w reżyserii Ronalda F. Maxwella, w rolę Armisteada wcielił się Richard Jordan. Przyjaźń między Armisteadem a Hancockiem została przerysowana i nadano jej patosu  . W pamiętnikach żony Hancocka można znaleźć potwierdzenie, że obaj ciężko przeżyli rozstanie, jednak przed bitwą nie doszło do spotkania Armisteada z generałem Jamesem Longstreetem, podczas którego ten pierwszy w emocjonalny sposób opisał swoją przyjaźń z wojskowym Unii. Shaara miał wprowadzić tę historię do książki w celu ukształtowania dalszej narracji wokół bitwy. Nie ma też żadnego potwierdzenia na to, iż obaj tęsknili za sobą podczas wojny i chcieli się spotkać pod Gettysburgiem   . Obaj również nie wiedzieli, że będą walczyć przeciwko sobie trzeciego dnia bitwy. Armistead dowiedział się o tym, iż walczył przeciwko swojemu koledze, dopiero kiedy podeszli do niego żołnierze Unii, a jeden z nich przedstawił się jako kapitan Henry Bingham ze sztabu Hancocka .
W filmie Generałowie (2003), który został oparty na powieści Jeffa Shaary Bogowie i Generałowie (oryg. Gods and Generals), w rolę Armisteada wcielił się John Prosky.  